# Ресивер (резервуар)

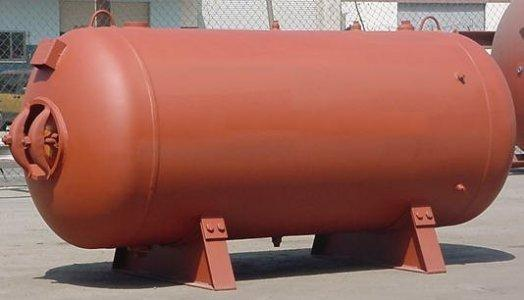
Сталевий ресивер горизонтального розташування

Реси́вер  (англ. receiver — приймач, від англ. receive — отримувати, приймати, вміщувати) — пневмопосудина (резервуар) для нагромадження під тиском пари або газів з метою подачі їх куди-небудь (наприклад, на пневмопривод чи циліндр парової машини).
Герметична ємність (частіше за все сталева посудина) для нагромадження газів, пари чи стисненого повітря, а також для вирівнювання їх тиску у разі нерівномірної витрати або надходження. Одночасно в ресиверах компресійних установок відбувається відокремлення від нагромаджуваних газів крапель оливи та рідини (конденсату).
У парових машинах ресивером називається теплоізольована труба, що сполучає циліндри високого і низького тисків.
Ресивер (рідкого) холодоагенту — ємність для зберігання рідкого холодоагенту. Призначений для збору рідини після конденсатора для рівномірної подачі холодоагенту у випарник і створення запасу холодоагенту в системі. В схемі холодильної машини ресивери бувають чотирьох видів: лінійні, дренажні, циркуляційні й захисні.
При фільтруванні продуктів збагачення для розділення водоповітряної суміші на рідину і повітря застосовують ресивери з радіальним і тангенціальним введенням суміші.